# Candidodon
Candidodon itapecuruense
Genre
Espèce
Candidodon est un genre éteint de crocodyliformes, un clade qui comprend les crocodiliens modernes et leurs plus proches parents fossiles. Il est rattaché au sous-ordre des Notosuchia (ou notosuchiens en français),.
Une seule espèce est rattachée au genre : Candidodon itapecuruense, décrite à l'origine comme un mammifère triconodonte par les paléontologues brésiliens Ismar de Souza Carvalho et Diogenes de Almeida Campos en 1988.

## Découverte et datation
Ses restes fossiles ont été découverts au  Brésil dans l'État du Maranhão, dans la formation géologique d'Itapecuru, datée de l'Albien (Crétacé inférieur), soit il y a environ entre 113,2 et 100,5 millions d'années.

## Description
Le genre est caractérisé par un crâne montrant un palais avec une paire de choanes allongés.

## Classification
Candidodon a été placé, en 2004, dans sa propre famille, les Candidodontidae au sein des Notosuchia, avec un seul autre genre : Mariliasuchus, retiré dès 2006 de ce clade qui n'est plus utilisé depuis,. 
Candidodon est un Notosuchia relativement basal selon Bronzati et ses collègues en 2012 qui le placent en groupe frère de Malawisuchus. Diego Pol et ses collègues en 2014 lui assignent une position particulière très basale parmi les notosuchiens où il est en groupe frère avec les Ziphosuchia, un clade de Notosuchia.